# Betonica
Betonica es un género de plantas con flores, llamadas comúnmente betónicas, perteneciente a la familia Lamiaceae. Comprende 121 especies descritas.

## Taxonomía
El género fue descrito por Carlos Linneo y publicado en Species Plantarum 2: 573, en 1753.

#### Etimología
Betonica: nombre antiguo proveniente del vocablo celta bentonic, beutonic; "betónica", utilizado por Plinio el Viejo y Pelagonio para denominar a la especie Betonica officinalis, originaria de la Península ibérica habitada por los vetones.

## Especies
Comprende 10 especies, 9 subespecies y 2 variedades aceptadas:
- Betonica alopecuros L., 1753
  - Betonica alopecuros subsp. alopecuros
  - Betonica alopecuros subsp. divulsa (Ten.) Bartolucci y Peruzzi, 2014
- Betonica betoniciflora (Rupr. ex O.Fedtsch. y B.Fedtsch.) Sennikov, 2013
- Betonica brantii (Benth.) Boiss., 1879
- Betonica bulgarica Degen y Nejceff, 1905
- Betonica hirsuta L., 1771
- Betonica macrantha K.Koch, 1849
- Betonica nivea Steven, 1812
  - Betonica nivea subsp. abchasica (N.P.Popov ex Grossh.) Krestovsk., 2014
  - Betonica nivea subsp. nivea
  - Betonica nivea subsp. ossetica (Bornm.) Krestovsk., 2014
- Betonica officinalis L., 1753
  - Betonica officinalis subsp. haussknechtii Nyman, 1890
  - Betonica officinalis subsp. officinalis
  - Betonica officinalis subsp. skipetarum Jáv., 1921
  - Betonica officinalis subsp. velebitica (A.Kern.) Nyman, 1889
  - Betonica officinalis var. algeriensis (de Noé) Ball, 1878
  - Betonica officinalis var. serotina (Host) Nyman, 1881
- Betonica orientalis L., 1753
- Betonica scardica Griseb., 1844